# Farfurnia

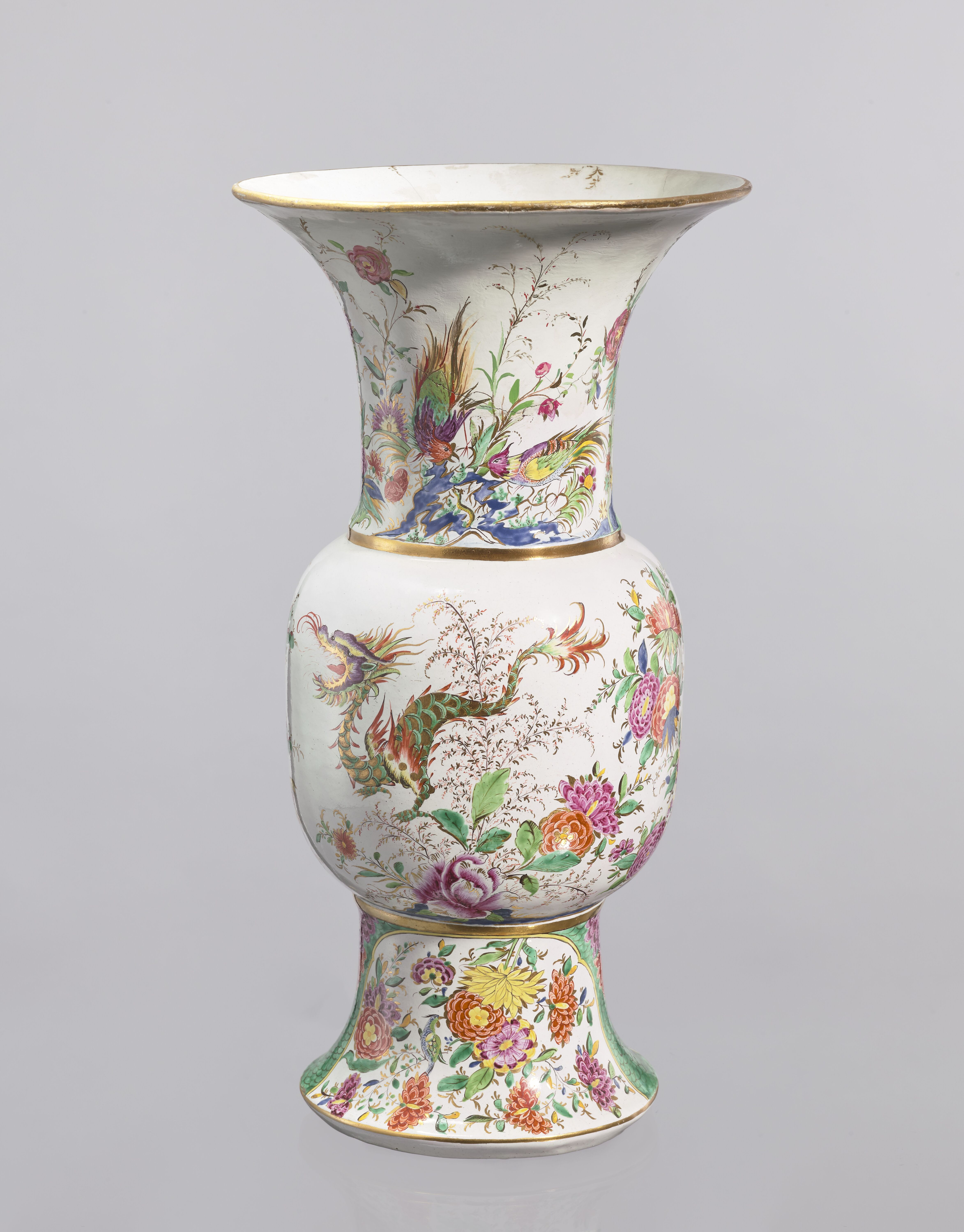
Wazon z dekoracją w stylu chinoiserie z Królewskiej Fabryki Farfurowej w Belwederze

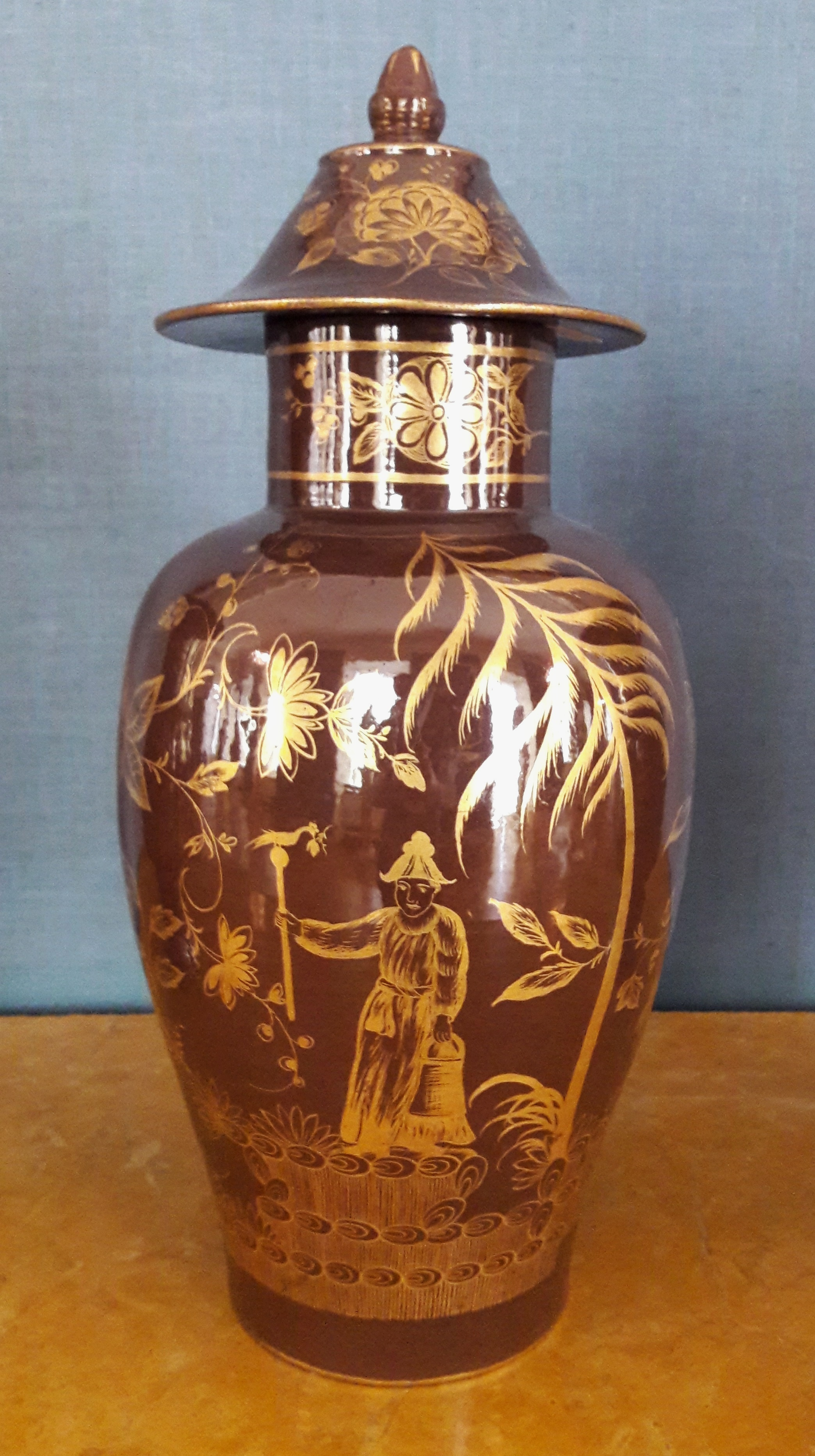
Wazon czekoladowy w stylu chinoiserie z Farfurni Wolffa i Bernardiego w Bielinie

Farfurnia – nazwa polskich wytwórni fajansu, pojawiła się w Polsce w momencie powstania manufaktur pod koniec XVII wieku i była używana do początku XIX wieku. Z czasem została zastąpiona przez określenie fajansarnia lub fabryka fajansu.

## Nazwa
W Polsce przedrozbiorowej naczynia porcelanowe przywożone ze Wschodu nazywano farfurami. Nazwa pochodzi od tureckiego farfur. Używano również innych nazw, na przykład w istniejącej od 1738 roku w Białej w pismach do właścicielki Anny Radziwiłłowej pojawia się "fabryka holenderska" lub „fabryka fajansu”, spotykamy też inny sposób zapisu nazwy jako „fabryki farfórkowey”.

## Historia
Pojawienie się wytwórni fajansu w Polsce nastąpiło pod koniec XVII wieku, jednak nie zachowało się na ich temat zbyt wiele informacji. Na początku XVIII wieku powstały manufaktury w dobrach magnackich. Jedną z pierwszych założyła w 1738 roku w Białej Podlaskiej księżna Anna Radziwiłowa, która sprowadziła z Drezna modelarza Stadtlera i malarza Küntzelmana. W latach 1741–1763 w dobrach w Urzeczu powstała farfurnia na wzór bialskiej i działała przy hucie szkła. W 1742 roku powstała manufaktura w Świerżeniu założona przez syna Anny Michała Kazimierza Radziwiłła.
W 1770 roku powstała farfurnia w Belwederze, założona przez króla Stanisława Augusta Poniatowskiego. Działała 12 lat. Do najbardziej znanych jej wyrobów należy serwis podarowany w 1789 roku przez króla sułtanowi osmańskiemu.
Pod koniec XVIII wieku w dobrach Michała Ogińskiego w Telechanach powstała farfurnia i działała do połowy XIX wieku.
Kolejna powstała w 1783 w dobrach Józefa Czartoryskiego w Korcu. Jej dyrektorem był Franciszek Mezer. Została odbudowana po pożarze w 1797 roku. Przestała działać w 1832 roku. Około 1799 roku powstała nowa w Horodnicy. W 1814 roku przeszła na własność Henryka Lubomirskiego, potem jego spadkobierców. Sprzedana Wacławowi Rulikowskiemu. Fajans z tej wytwórni w początkach jej istnienia nie ustępował jakością wyrobom angielskim.
W 1795 roku Stanisław Kostka Zamoyski założył farfurnię w Tomaszowie Lubelskim, którą zarządzał Franciszek Mezer. Po śmierci Mezera w 1834 roku została zamknięta.
Mieszczanie Bernardini i Wolff w 1783 roku założyli farfurnię w Warszawie.
Z powodu trudnej sytuacji politycznej, braków surowcowych (niektóre farfurnie zostały zlokalizowane z dala od pokładów gliny), problemów technicznych i finansowych większość farfurni upadła pod koniec XVIII i na początku XIX wieku.